# Saint-Denis-Lanneray
Saint-Denis-Lanneray é uma comuna francesa na região administrativa do Centro-Vale do Loire, no departamento de Eure-et-Loir. Estende-se por uma área de 40.43 km². Em 2010 a comuna tinha 2 273 habitantes (densidade: 56,2 hab./km²).
Foi criada em 1 de janeiro de 2019, a partir da fusão das antigas comunas de Saint-Denis-les-Ponts (sede da comuna) e Lanneray.